# Nam Jakarta
Nam Jakarta (tiếng Indonesia: Kota Jakarta Selatan) là một thành phố của tỉnh đặc khu thủ đô Jakarta của Indonesia. Đây là thành phố lớn nhất trong 5 thành phố của Jakarta. Thành phố rộng 145,73 km² và có 1.707.602 dân (năm 2004). Nam Jakarta được chia thành 10 khu là: Kebayoran Baru, Kebayoran Lama, Pesanggrahan, Cilandak, Pasar Minggu, Jagakarsa, Mampang Prapatan, Pancoran, Tebet, và Setiabudi.
Website chính thức của thành phố: http://selatan.jakarta.go.id Lưu trữ ngày 15 tháng 7 năm 2019 tại Wayback Machine